# Шераб Зам
Шераб Зам (англ. Sherab Zam, род. 10 октября 1983, Kashithang, дзонгхаг Дагана) — бутанская спортсменка (стрельба из лука).

## Биография
Шераб Зам родилась 10 октября 1983 года в Kashithang дзонгхага Дагана.
Член национальной команды с июня 2005 года по январь 2014 года.
Шераб Зам тренировала участница Олимпийских игр 2000 и 2004 гг. Церинг Чоден.
27 июля 2012 года Шераб Зам была знаменосцем сборной Бутана на церемонии открытия Игр XXX Олимпиады в Лондоне. Это её первые Олимпийские Игры.
На летних Олимпийских играх 2012 года Шераб Зам закончила квалификацию на 61 месте, набрав 589 очков. В 1/32 финала уступила спортсменке из Соединённых Штатов Америки Хатуне Лориг со счётом 0:6.
С января 2014 года — помощник тренера.

## Соревнования
| Дата       | Место  | Турнир               | Соревнование              | Квалификация | Квалификация | 1/64 финала         | 1/48 финала        | 1/32 финала           | 1/16 финала           | 1/8 финала            | Четвертьфинал         | Полуфинал             | Финал                 | Место |
| Дата       | Место  | Турнир               | Соревнование              | Результат    | Место        | Соперник Результат  | Соперник Результат | Соперник Результат    | Соперник Результат    | Соперник Результат    | Соперник Результат    | Соперник Результат    | Соперник Результат    | Место |
| ---------- | ------ | -------------------- | ------------------------- | ------------ | ------------ | ------------------- | ------------------ | --------------------- | --------------------- | --------------------- | --------------------- | --------------------- | --------------------- | ----- |
| 09.09.2009 | Ульсан | XLV Чемпионат мира   | индивидуальное первенство | 1222         | 85           | Ана Рендон П 97:104 | Не проводился      | Завершила выступление | Завершила выступление | Завершила выступление | Завершила выступление | Завершила выступление | Завершила выступление | 81    |
| 31.05.2011 | Дакка  | 3 Гран-при Азии      | индивидуальное первенство |              | 23           | Не проводился       | Не проводился      | Не проводился         | Chen Chia-Min П 0:6   | Завершила выступление | Завершила выступление | Завершила выступление | Завершила выступление | 17    |
| 03.08.2012 | Лондон | Игры XXX Олимпиады   | индивидуальное первенство | 589          | 61           | Не проводился       | Не проводился      | Х. Лориг (USA) П 0:6  | Завершила выступление | Завершила выступление | Завершила выступление | Завершила выступление | Завершила выступление | 33    |
| 06.10.2013 | Белек  | XLVII Чемпионат мира | индивидуальное первенство | 1243         | 91           | Не проводился       | К. Каванака П 0:6  | Не проводился         | Завершила выступление | Завершила выступление | Завершила выступление | Завершила выступление | Завершила выступление | 57    |